# MooTools
MooTools — це вільне ПЗ JavaScript фреймворк для розробки кросбраузерних вебпрограм та вебсервісів.
MooTools є модульним, об'єктно-орієнтованим фреймворком, створеним для допомоги досвідченим розробникам JavaScript. Він дозволяє писати потужний, гнучкий і кросбраузерний код завдяки елегантному, добре документованому та послідовному API.
MooTools сумісний і протестований з браузерами: Safari 2+, Internet Explorer 6+, Firefox 2+ (та іншими, основаними на рушії «Gecko'»), Opera 9+.

## Деякісайтитавебзастосунки, що використовують MooTools
- TCH.ua [Архівовано 31 серпня 2009 у Wayback Machine.]
- w3c [Архівовано 22 лютого 2011 у Wayback Machine.]
- ubuntu [Архівовано 24 червня 2009 у Wayback Machine.]
- chrysler [Архівовано 6 січня 2009 у Wayback Machine.]
- jeep [Архівовано 26 липня 2008 у Wayback Machine.]
- joomla [Архівовано 24 вересня 2021 у Wayback Machine.]
- vimeo [Архівовано 24 лютого 2011 у Wayback Machine.]